# Marie-Françoise Roy
Pour les articles homonymes, voir Roy.
Marie-Françoise Roy, née le 28 avril 1950 à Paris, est une mathématicienne et professeure émérite française, qui a mené l'essentiel de ses recherches à l'IRMAR (Institut de recherche mathématique de Rennes) à l'université de Rennes-I de 1985 à son départ à la retraite. Elle est connue pour ses travaux sur les algorithmes de la géométrie algébrique réelle. Elle est membre de plusieurs associations destinées à promouvoir les femmes dans les études et métiers mathématiques et plus généralement scientifiques et techniques. Elle fait également partie d'associations en faveur du développement scientifique en Afrique, en particulier au Niger.

## Carrière
Après les classes préparatoires au lycée Condorcet à Paris, elle entre à l'École normale supérieure de jeunes filles de 1969 à 1973. Elle devient assistante à l'université Rennes-I de 1972 à 1973 et à l'université Paris-XIII de 1973 à 1981. Elle soutient une thèse d'État à l'université Paris-XIII en 1980 intitulée Spectre réel d’un anneau et topos étale réel sous la direction de Jean Bénabou. Elle est ensuite maître-assistante à l'université de Niamey au Niger de 1981 à 1983 avant de réintégrer l'université de Rennes en 1983.

## Travaux
Les travaux de Marie-Françoise Roy portent essentiellement sur la géométrie algébrique réelle (en), le spectre réel, la complexité des algorithmes en géométrie algébrique réelle ainsi que leurs applications.

## Vie associative
- Membre fondatrice de l'association European Women in Mathematics[3], avec Caroline Series, Bodil Branner (en), Gudrun Kalmbach et Dona Strauss, de l'association European Women in Mathematics (en 1986)[4].
- Membre fondatrice et première présidente de l'association Femmes et mathématiques.
- Présidente de la Société mathématique de France entre 2004 et 2007.
- Présidente du Comitee for Women in Mathematics de l'Union mathématique internationale pour la période 2015-2022.
- Membre du Centre international de mathématiques pures et appliquées.
- Membre fondatrice du réseau d'associations franco-nigériennes Tarbiyya-Tatali.
- Membre du bureau du GIS SARIMA (Soutien aux activités de recherche mathématique et informatique en Afrique).
- Facilitatrice dans le cadre de l'Africa Mathematics Project de la fondation Simons[5],[6].

## Prix et distinctions
- 2004 : Prix Irène Joliot-Curie, catégorie reconnaissance[7].
- 2009 : Chevalière de la légion d'honneur[8].
- 2014 : Officier de l'ordre national du Mérite[9].
- 2015 : Docteur honoris causa de l'université de Cantabrie[10].
- 2022 : Docteur honoris causa de l'université de Bath[11].

## Quelques publications significatives
- avec Jacek Bochnak et Michel Coste, Real algebraic geometry, Springer, coll. « Ergebnisse der Mathematik » (no 36), 1998 (1re éd. 1987) (ISBN 978-3-540-64663-1 et 978-3-642-08429-4, DOI 10.1007/978-3-662-03718-8)
- « Introduction à la géométrie algébrique réelle », Cahiers du séminaire d'histoire des mathématiques, 2e série, vol. 1,‎ 1991, p. 19-29 (lire en ligne)
- « Three Problems in real algebraic geometry and their descendants », dans Björn Engquist et Wilfried Schmid, Mathematics unlimited – 2001 and beyond, Springer, 2000, xxx+1236 p. (ISBN 978-3-642-63114-6), p. 991-1001(17e problème de Hilbert, algorithmes, topologie des variétés algébriques réelles)
- « Géométrie algébrique réelle », dans Jean-Paul Pier (éditeur), Development of Mathematics 1950-2000, Birkhäuser, 2000, ix+1372 p. (ISBN 9783764362805)
- Annick Boisseau, Véronique Chauveau, Françoise Delon, Gwenola Madec et Marie-Françoise Roy (avec la participation de), Du côté des mathématiciennes, Lyon, Aléas, 2002 (ISBN 978-2843010491)à l'initiative de l'association femmes et mathématiques
- avec Saugata Basu et Richard Pollack, Algorithms in real algebraic geometry, Springer, coll. « Algorithms and Computation in Mathematics » (no 10), 2006, x+662 p. (ISBN 978-3-540-33098-1 et 978-3-642-06964-2, DOI 10.1007/3-540-33099-2, lire en ligne) pdf
- Nicole Moulin, Boubé Namaïwa, Marie-Françoise Roy et Bori Zamo, Lougou et Saraouniya, Paris, L’Harmattan, 2017 (ISBN 978-2-343-10550-5)